# Leroy S. Williams
Leroy S. Williams (Johnstown, Pennsylvania, 4 augustus 1935) is een Amerikaans componist en muziekpedagoog.

## Biografie
Williams studeerde compositie aan de befaamde Eastman School of Music in Rochester, New York, waar hij in 1964 zijn Master of Musical Arts en in 1975 tot Ph.D. promoveerde. Aansluitend was hij docent aan het Edinboro State College, Pennsylvania. 
Als componist schreef hij vooral werken voor harmonieorkest.

## Composities

### Werken voor harmonieorkest
- 1972 Where the Rainbow Ends
- 1978 Emerald Winds
- 1981 Elegy